# Молини (Савона)
Молини је насеље у Италији у округу Савона, региону Лигурија.
Према процени из 2011. у насељу је живело 45 становника. Насеље се налази на надморској висини од 76 м.